# Hoàng Đình Cầu

Giáo sư
Hoàng Đình Cầu

Hoàng Đình Cầu (1/4/1917-2005) là Giáo sư bác sĩ phẫu thuật Việt Nam.

## Tiểu sử
Ông quê ở xã Võ Liệt, huyên Thanh Chương, Nghệ An. Tốt nghiệp bác sĩ y khoa Hà Nội năm 1945.
Giáo sư Trường Đại học Y Hà Nội.
Anh hùng Lao động.
1945. Tốt Nghiệp Bác sĩ Y Khoa Đại Học Y Hà Nội
11/1955-1960. Tổng Thư ký Hội Y Dược Học Việt Nam
1971-1989. Thứ trưởng Bộ Y tế
1985-1988. Hiệu Trưởng Trường ĐH Y Hà Nội
Giám đốc Bệnh viện Phủ Doãn - nay là bệnh viện Việt Đức Hà Nội
1981-1984. Phó Chủ tịch Tổng Hội Y Dược Học Việt Nam
1984-12/2000. Chủ tịch Tổng Hội Y Dược Học Việt Nam
10/1999. Chủ tịch Hiệp Hội Y Học Các Nước Đông Nam Á
Chủ tịch Uỷ ban Quốc gia nghiên cứu về chất độc da cam
1/2003-2005. Uỷ viên Hội đồng Quốc gia Chỉ đạo Biên soạn Từ điển Bách Khoa Y Học
Uỷ viên Đoàn Chủ tịch Ủy ban TW Mặt trận tổ quốc Việt Nam
Chủ tịch Hội Hữu nghị Việt Đức
Chủ tịch các Làng Hoà Bình tại Việt Nam
Danh nhân Y học thế giới. 

## In World Health Organization page

Hoang Dinh Cau
Viet Nam
1. WHO

## Cuộc đời hoạt động
GS Hoàng Đình Cầu sinh ngày 1.4.1917 tại Nghệ An. Vì học giỏi, Ông được đưa ra học tú tài tại Trường Bảo hộ (Trường Bưởi) ở Hà Nội và sau đó Ông thi đậu vào Đại học Y khoa.
Năm 1947, Ông được cử làm Hiệu trưởng Trường Y sĩ Việt Nam đóng tại Thanh Hoá, lúc mới 30 tuổi. GS Cầu đã có công biên soạn các bài giảng về y khoa bằng tiếng Việt đầu tiên và sau này Ông cũng là tác giả của các cuốn từ điển Danh từ y dược Pháp Việt, Từ điển y học Nga Việt đầu tiên ở nước ta.
Khi được Bộ Y tế điều về làm Vụ trưởng Vụ Huấn luyện (nay gọi là Vụ khoa học đào tạo) Ông càng có cơ hội để hoàn tất các giáo trình giảng dạy bằng tiếng Việt tại các Trường Y khoa ở miền Bắc, cùng với nhóm biên soạn sách giáo khoa xuất sắc thời bấy giờ: Vũ Công Hoè, Nguyễn Tấn Gi Trọng, Trần Hữu Tước, Hồ Đắc Di, Đặng Văn Ngữ… Trong suốt 19 năm làm Thứ trưởng Bộ Y tế, GS Cầu đã để nhiều tâm huyết xây dựng các mạng lưới y tế xã, phường, thôn, bản, và đặc biệt Ông có các chương trình huấn luyện, đào tạo các cán bộ y tế cơ sở rất có tác dụng trong việc cung cấp cán bộ phục vụ kịp thời cho cuộc kháng chiến chống Mỹ, cứu nước. Như vậy từ một nhà phuẫn thuật lồng ngực, Ông đã để nhiều công sức xây dựng về lý thuyết lẫn thực hành, một môn rất mới ở nước ta đó là khoa y xã hội học. Khi được là Chủ tịch Uỷ ban Nghiên cứu chất độc màu da cam quốc gia, Ông càng có điều kiện để đi sâu vào việc hệ thống hoá những nghiên cứu chất độc khủng khiếp này mà quân đội Mỹ đã sử dụng taị Việt Nam cách đây hơn 30 năm.
Khi hội đồng chỉ đạo biên soạn Từ điển Bách Khoa ra đời do đồng chí Phạm Văn Đồng làm Chủ tịch danh dự, GS Hoàng Đình Cầu được cử làm Trưởng ban Y học và thể dục thể thao. Sau này đã có công lớn trong việc cho ra mắt bạn đọc cả nước và kiều bào ở nước ngoài 4 cuốn Từ điển Bách khoa phổ thông và 4 cuốn Bách khoa thư bệnh học. Đọc đến đây chắc mọi người đều đồng ý là Nhà bách khoa, Nhà từ điển học, Nhà báo Hoàng Đình Cầu đã tự học, tự rèn luyện mình để từ một trí thức được đào tạo hoàn toàn bằng tiếng Pháp dưới thời Pháp thuộc trở thành một người viết, từ Từ điển Bách khoa đến các bài báo phổ thông phục vụ cộng đồng, đều xuất sắc.
Trong trả lời phỏng vấn bằng điện thoại ngày 4.4.2005 cho Hội đồng biên tập cuốn Danh nhân Y học thế giới của Hội Y học thế giới (World Mediacal Asociation), GS Hoàng Đình Cầu đã nói bằng tiếng Pháp: "Trong 60 năm hành nghề y khoa của tôi, đối tượng mà tôi luôn phấn đấu để phục vụ là những người nghèo khổ, những trẻ em mồ côi, những nạn nhân chiến tranh". Khi trả lời câu hỏi: "Nhân vật lịch sử nào mà Ông ngưỡng mộ nhất và có ảnh hưởng đến cuộc đời hoạt động của Ông?", GS Cầu đã không ngần ngại trả lời ngay là Chủ tịch Hồ Chí Minh.

## Công trình nghiên cứu khoa học
Các công trình nghiên cứu khoa học thuộc y - sinh học, y - xã hội học, tập trung vào các chủ đề: phẫu thuật các thể lao phổi - màng phổi nặng, lao cột sống, nhiễm khuẩn phổi; phát hiện sớm và điều trị ung thư phổi bằng phẫu thuật, kết hợp với miễn dịch học; châm tê trong mổ phổi (1969); hậu quả lâu dài của các chất phát quang và diệt cỏ; chăm sóc sức khoẻ ban đầu; tổ chức y tế và mạng lưới y tế nông thôn; quản lý y tế; bảo hiểm sức khoẻ cộng đồng nông thôn; sư phạm y học, và Streptococcus. Dùng để điều chế thuốc bổ, thuốc chữa đau mắt, sốt rét, lị, bệnh về gan, bệnh đường ruột.

## Gia đình
Vợ: Nguyễn Thanh Hương - Bác sĩ Nhi
Con gái cả: Hoàng Thanh Châu - Giảng viên Đại học Dược Hà Nội
Con trai thứ: Bác sĩ Hoàng Đình Chân - Nguyên Chủ nhiệm khoa phẫu luật lồng ngực bệnh viện K Hà Nội
Con gái thứ 3: Hoàng Bích Châu - Kỹ sư hóa thực phẩm, nguyên Phó TGĐ Vinamilk
Con gái út: PGS Tiến sĩ Hoàng Thị Minh Châu - Nguyên Phó GĐ Bệnh viện Mắt TW